# 巨蛇座1
巨蛇座1，又名HD 132132，又名BD+00 3277，SAO 120758、HR 5573，是室女座一颗恒星，视星等为5.53，位于銀經356.13，銀緯49.22，其B1900.0坐标为赤經14h 52m 25.5s，赤緯+0° 49.22′ 7″。虽然此恒星弗拉斯蒂德命名法为巨蛇座，但根据星座边界的划分此恒星属于室女座。